# بارتون مكلاين
بارتون مكلاين (بالإنجليزية: Barton MacLane)‏ (و. 1902 – 1969 م) هو كاتب سيناريو، ومربي ماشية، وكاتب مسرحي، وممثل أفلام، وممثل تلفزي، وممثل مسرحي أمريكي، ولد في كولومبيا، كارولاينا الجنوبية، توفي في سانتا مونيكا، كاليفورنيا، عن عمر يناهز 67 عاماً، بسبب ذات الرئة.

## التعليم
تعلم في جامعة ويسليان، والأكاديمية الأميركية للفنون المسرحية.

## وصلات خارجية
- بارتون مكلاين على موقع IMDb (الإنجليزية)
- بارتون مكلاين على موقع ألو سيني (الفرنسية)
- بارتون مكلاين على موقع تيرنر كلاسيك موفيز (الإنجليزية)
- بارتون مكلاين على موقع أول موفي (الإنجليزية)
- بارتون مكلاين على موقع قاعدة بيانات برودواي على الإنترنت (الإنجليزية)
- بارتون مكلاين على موقع قاعدة بيانات الأفلام السويدية (السويدية)
- بارتون مكلاين على موقع إن إن دي بي (الإنجليزية)
- بارتون مكلاين على موقع قاعدة بيانات الفيلم (الإنجليزية)
- بارتون مكلاين على موقع كينوبويسك (الروسية)